# Sonic the Hedgehog (videojoc)
Sonic the Hedgehog (en català, 'Sonic l'eriçó') és un joc de plataformes publicat el 23 de juny del 1991 a Amèrica del Nord per a la Sega Mega Drive. La versió europea va ser posada a la venda el juny del 1991 i la versió japonesa el 26 de juliol del mateix any. Aquest joc afegia l'element de la velocitat a la fórmula estàndard dels jocs de plataformes i introduí altres elements únics com els loops, associats permanentment en la història dels videojocs a aquesta saga. la seva música és de Richard Jacques.
El desenvolupament va començar l'abril del 1990, quan Sega va ordenar als seus desenvolupadors que creessin un títol amb una mascota per a l'empresa. Després de considerar una sèrie de suggeriments, els desenvolupadors es van decidir per un eriçó blau dissenyat per Naoto Oshima i es van anomenar a si mateixos «Sonic Team» perquè coincidís amb el seu personatge. Sonic the Hedgehog, dissenyat com un joc ràpid, va ser influenciat pels lliuraments del creador de la sèrie Super Mario, Shigeru Miyamoto. Utilitza una tècnica nova que permet que el sprite' de Sonic rodi per un escenari corb que al mateix temps es va basar en un concepte d'Oshima de 1989. La música va estar composta per Masato Nakamura, compositor del grup de j-pop Dreams Come True.
Sonic the Hedgehog va ser ben rebut pels crítics, que van elogiar les seves imatges, àudio i jugabilitat. És àmpliament considerat com un dels millors videojocs de tots els temps. També va tenir èxit comercial, convertint-se en un dels videojocs més venuts de tots els temps amb aproximadament 24 milions de còpies venudes a tot el món. A més, va establir a Sega Genesis com un jugador clau en l'era dels 16 bits i li va permetre competir amb la SNES de Nintendo. El lliurament va reemplaçar a Altered Beast —de 1988, llançat també per a la mateixa consola— al mercat, ha estat portat diverses vegades i va inspirar diversos clons, una franquícia reeixida i adaptacions a altres mitjans. El va seguir Sonic the Hedgehog 2 el 1992.

## Jugabilitat

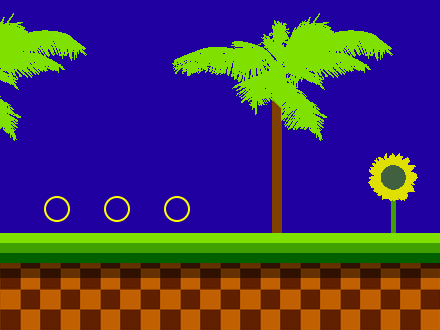
Aspecte estètic de Green Hill Zone, el primer nivell del joc.

Sonic the Hedgehog és un videojoc de plataformes de desplaçament lateral en 2D. La jugabilitat se centra en la capacitat del personatge principal per córrer a gran velocitat a través de nivells que inclouen brolladors, arracades, pous sense fons i bucles verticals. Les fases estan plenes de perills en forma de robots dins dels quals el Dr. Robotnik ha atrapat animals. Destruir un robot allibera la criatura, però no és necessari per completar el títol. També ha d'evitar tocar broquetes, caure en pous sense fons o ser aixafat per parets o plataformes en moviment, així com ofegar-se, cosa que es pot evitar respirant bombolles d'aire de les reixetes de ventilació. El principal mitjà d'atac de Sonic és el Spin Attack, en què s'enrosca en una bola i gira ràpidament el seu cos, danyant els enemics i certs obstacles en xocar. Això es pot fer saltant o rodant per terra.
Al començament, l'usuari rep tres vides, cadascuna de les quals es pot perdre si en Sonic xoca amb enemics o objectes perillosos mentre no posseeix anells, cau al final de la pantalla o excedeix els deu minuts de temps límit en un acte. Els senyals actuen com a punts de control per permetre que el personatge torni a la publicació activada més recentment quan perd una vida. El temps es reinicia quan torna al mateix lloc. El joc acaba quan es queda sense vides, encara que el jugador pot tornar al començament de l'acte amb tres vides si té algun Continue.
Dispersos al voltant de cada nivell hi ha anells. En recollir cent es recompensa el jugador amb una vida extra. Aquests actuen com una capa de protecció contra els perills: si en Sonic en té almenys un quan xoca amb un enemic o un obstacle perillós, tots els cèrcols es dispersaran. Podeu recollir-ne alguns abans que desapareguin. Si és colpejat sense tenir-ne cap, perdrà automàticament. Es poden recollir escuts i invencibilitat temporal per proporcionar capes addicionals de protecció, però certs perills, com ofegar-se, ser aixafat, caure en pous sense fons o quedar-se sense temps, maten en Sonic independentment dels anells o una altra protecció.
El joc es divideix en sis zones principals, seguides d'una breu «Zona Final». Cada nivell principal té el seu propi estil visual i encara que apareixen alguns enemics, cada zona té enemics i obstacles únics. Es divideix en tres actes, tots els quals han de ser completats. Al final del tercer de cada etapa principal, l'usuari s'enfronta al Dr. Robotnik per a una baralla d'enemic final. Per a la majoria de combats, el vehicle del dolent (Egg-O-Matic) està equipat amb diferents armes. Després de completar la sisena àrea, el jugador continua directament a la zona final d'un sol nivell per a un últim combat amb Robotnik dins d'un entorn de màquina gran. La destrucció de la màquina finalitza el joc. Una breu animació mostra el retorn d'en Sonic al primer nivell, amb animals alliberats del Dr. Robotnik.
Opcionalment, si en Sonic arriba al final de l'Acte 1 o 2 de qualsevol zona mentre sosté almenys cinquanta anells, apareix un cèrcol gran a través del qual es pot saltar per entrar a un mapa especial. A les etapes especials, en Sonic està contínuament arraulit en la seva animació Spin Attack i rebota als rebotadors i les parets d'un laberint completament giratori. En aquests nivells, l'usuari guanya una quantitat de Continues per cada múltiple de cinquanta anells recol·lectats, però l'objectiu principal és obtenir la Chaos Emerald amagada dins del laberint. Xocar amb qualsevol dels blocs marcats com a «GOAL» acaba la fase.

### Trama
En un intent de robar les sis Chaos Emeralds i aprofitar el seu poder, el malvat Dr. Ivo Robotnik ha atrapat els habitants animals de l'Illa Sud dins de robots agressius i càpsules de metall estacionàries. El jugador controla en Sonic, que pretén aturar els plans de Robotnik alliberant els seus amics animals i recollint les maragdes ell mateix. Si es recullen totes les Chaos Emeralds i es completa el títol, es mostra una seqüència final. Si no es recol·lecten totes les maragdes, Robotnik es burla del jugador mentre fa malabars amb qualsevol de les Chaos Emeralds que no hagi recol·lectat.

## Desenvolupament

### Disseny de fons i personatges
A la dècada de 1980, Sega havia tingut un èxit limitat amb les adaptacions de Genesis dels seus jocs d'arcade, però volia una posició més sòlida davant del seu principal competidor, Nintendo. En 1988, la companyia va iniciar una competència interna per trobar un rival per a Mario. Els programadors i dissenyadors van treballar en un personatge de marca per rivalitzar amb aquest personatge durant els propers tres anys. El 1990, va ordenar al seu estudi de desenvolupament intern que desenvolupés un videojoc amb una mascota per a l'empresa. Sega volia un personatge que rivalitzés amb la mascota de Nintendo; el president Hayao Nakayama volia un protagonista tan icònic com Mickey Mouse. Ja havia usat anteriorment a Alex Kidd com la seva mascota, però se'l considerava massa similar a Mario i es va considerar insatisfactori.
L'equip va desenvolupar idees per a personatges, un motor i mecàniques. El desenvolupament va emfatitzar la velocitat, per la qual cosa Sega va considerar criatures ràpides com a cangurs i esquirols i va eliminar dissenys no associats amb animals ràpids. Una idea d'un conill capaç d'agafar objectes amb orelles prensils, semblava prometedora però era massa complexa per al hardware de Genesis. L'equip va reduir la seva recerca a animals que poguessin rodar en una bola, la seva idea per a un moviment d'atac, i va considerar armadillos i eriçons. El personatge de l'eriçó, proposat per Naoto Ōshima, va prevaldre; l'armadillo es va convertir en la base de Mighty the Armadillo, que va aparèixer a SegaSonic the Hedgehog de 1993. Ohshima se'n va anar de vacances a Nova York, emportant-se esbossos amb ell. Va anar a Central Park i va demanar als vilatans la seva opinió sobre ells, i Sonic va ser el favorit. Un home amb bigoti, que finalment es va convertir en Dr. Robotnik, va quedar en segon lloc.
Sonic era originalment de color verd blavós, després un to clar de blau, però es va canviar a blau fosc perquè es destaqués contra certs fons i perquè coincideixi amb el logotip de Sega. Segons Ohshima, el disseny bàsic del personatge es va crear combinant el cap de Fèlix el gat amb el cos de Mickey Mouse. Les seves sabates tenien sivelles a través de la inspiració de les botes de Michael Jackson a la portada de l'àlbum Bad i l'esquema de color vermell i blanc de Pare Noel a qui Ohshima va veure com el «personatge més famós del món». Es van emfatitzar els pics perquè es veiés més elegant, i se li va donar la capacitat de girar mentre saltava —per això atacar i saltar es podia controlar amb un botó. El nou personatge originalment es deia «Mr. Hedgehog», però l'equip de vuit membres va canviar el seu nom a «Sonic» i va prendre el nom de Sonic Team.
Ohshima va declarar que va triar Sonic perquè representava la velocitat. Les idees proposades per donar cos al personatge van incloure col·locar-lo en una banda de rock, donar-li ullals de vampir i donar-li una xicota humana anomenada Madonna, però Sega of America va descartar aquestes idees per mantenir la seva identitat simple. Sega of America també va expressar la seva preocupació que la majoria dels nord-americans no sabessin què és un eriçó i inicialment va proposar una recreació a gran escala del personatge, però es va comprometre amb Sonic Team per simplement fer canvis en el disseny. Segons Mark Cerny, que va treballar a Tòquio com a intermediari entre les oficines japoneses i nord-americanes de la companyia, el personal nord-americà va sentir que el personatge era «insalvable». Van fer plans per educar el Sonic Team sobre el disseny de personatges amb el treball de Will Vinton, el creador de Califonia Raisins. Van proposar una recreació a gran escala, però es van comprometre amb Sonic Team a simplement fer canvis de disseny per al públic occidental. L'antagonista va acabar anomenant-se «Dr. Eggman» al Japó i «Dr. Robotnik» en altres regions com a resultat d'una disputa entre les divisions nord-americana i japonesa de Sega.

### Concepte i programació

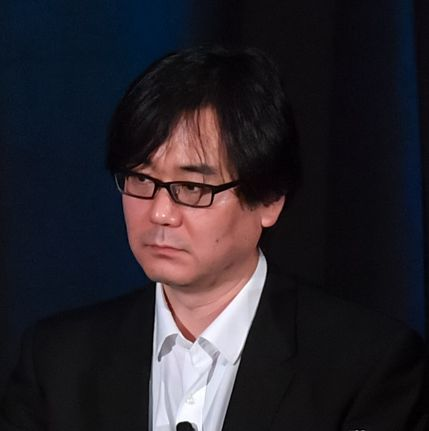
Hirokazu Yasuhara va exercir com el dissenyador d'art.

Amb un protagonista satisfactori completat, Sega va recórrer al programador Yūji Naka, que els havia impressionat a través del seu treball a Phantasy Star i el port de Genesis de Ghouls 'n Ghosts. Naka era fanàtic de Super Mario Bros. però desitjava quelcom una mica més ràpid, per la qual cosa el joc es va fer per jugar ràpidament, que era on va enfocar la major part del seu esforç. Naka va explicar que la raó per la qual volia un títol ràpid era que havia adaptat Ghouls 'n Ghosts i volia treballar en el seu moviment, però ho va trobar lent.
Sonic the Hedgehog ha estat desenvolupat per un equip de set persones: dos programadors, dos enginyers de so i tres dissenyadors, encara que va començar només amb Naka i Ōhshima. La gent es va unir a l'equip a mesura que augmentava la necessitat de contingut. Després que se'ls va assignar un projecte amb el nom en clau «Derrota en Mario», tots dos van començar a treballar, però van trobar problemes: el conill de Ōhshima va resultar difícil de programar. Atrapar objectes i llançar-los va fer trencar el ritme de l'acció. Naka va declarar que el conill no era adequat per al motor i que també volia que el joc es pogués jugar amb un sol botó. Hirokazu Yasuhara es va unir a l'equip per supervisar Naka i Ōhshima i desenvolupar nivells. Es va convertir en el dissenyador principal a causa de la seva major experiència i va trobar la manera de fer que el videojoc es pogués jugar amb un sol botó fent que en Sonic fes mal al saltar. Al trio se li va acudir la idea que ell es convertís en una bola. Després d'escollir el personatge de l'eriçó, es van tornar a dibuixar molts personatges i l'equip va estar d'acord amb la complexitat visual dels entorns, amb un enfocament particular als colors. Després d'això, quatre persones es van sumar a l'equip per accelerar-ne el desenvolupament.
A causa de la popularitat de Mario, Naka volia que Sonic es fes càrrec del mercat nord-americà. La velocitat predeterminada del personatge es va establir a la de Mario mentre corre. Es van fer proves utilitzant la biblioteca d'eines de Genesis, i aviat es van fer evidents problemes com el parpelleig, la velocitat de fotogrames lenta i l'animació inestable. L'augment de la velocitat de Sonic va causar problemes d'animació. Ell va resoldre això desenvolupant un algorisme que va retenir la fluïdesa. Tot el que quedava era optimitzar la velocitat per complir les expectatives del personal. L'equip va notar que diferents persones tenien diferents percepcions de la velocitat: alguns creien que era massa ràpid, cosa que va provocar desacords. Com a resultat, es va alentir.
El sistema de joc es va originar amb una demostració tècnica de Naka, que va desenvolupar un algorisme que permet que un sprite es mogui suaument en una corba determinant la seva posició amb una matriu de punts. El prototip de Naka era un videojoc de plataformes amb un personatge de moviment ràpid que rodava com una bola a través d'un tub llarg i sinuós, i Yasuhara va desenvolupar aquest concepte amb els dissenys i nivells de personatges de Ōhshima. Yasuhara originalment tenia la intenció de treballar en el títol durant tres mesos a causa del retard de la seva mudança planificada als Estats Units per l'esclat de la Guerra del Golf, però va estar absort en el projecte durant gairebé un any. Els seus dissenys de nivells tenien la intenció d'atreure tant els jugadors incondicionals com els ocasionals mitjançant la integració de peces desafiadores ocasionals en el disseny majoritàriament accessible. L'esquema de color va estar influenciat pel treball de l'artista pop Eizin Suzuki, i l'estètica de Green Hill va estar influenciada per la geografia de Califòrnia.
En dissenyar el joc, Naka es va inspirar en el creador de Mario, Shigeru Miyamoto, els videojocs del qual havia gaudit jugant anys abans. Admirant la simplicitat de la mecànica de Miyamoto en entorns complexos, Naka va decidir que en Sonic es controlaria amb només un pad direccional per al moviment i un sol botó per saltar. També volia que la seva creació estigués més orientada a l'acció que la sèrie Mario. mentre jugava a Super Mario Bros., es preguntava per què els nivells no es podien completar més ràpidament.
Naka, Ohshima i Yasuhara van treballar 19 hores al dia al projecte durant diversos mesos. A causa de la necessitat de demostrar la destresa tecnològica de Genesis, el títol es va sotmetre a proves i redissenys exhaustius, cosa que va portar més de sis mesos. Segons Naka, tenia la velocitat de personatge més ràpida mai vista en un videojoc i un efecte de rotació a les etapes especials que s'havia considerat impossible a la consola.
L'equip tenia la intenció d'afegir un mode de 2 jugadors que es mostrés a través d'una pantalla dividida, però el coneixement de programació de Naka va ser insuficient per implementar-ho. Un mode de dos jugadors va aparèixer a Sonic the Hedgehog 2 (1992), en què el segon jugador controla el company del protagonista, Miles «Tails» Prower. Sonic Team també pretenia incloure una prova de so amb animacions de Sonic ballant breakdance amb una banda de personatges animals; inclòs un teclista de cocodril que després es va introduir a la sèrie com a Vector the Crocodile a Knuckles' Chaotix en 1995. La prova de so es va descartar per raons de temps i Naka va fer servir la memòria alliberada per afegir el cant «Se-ga!» utilitzat en anuncis de televisió com a so d'inici.
La relació de Naka amb Sega va estar tènue durant aquest temps i va rebre poc crèdit per la seva feina. Va deixar l'empresa poc després del llançament del joc, encara que Sega of America ho va contractar més tard. Abans d'anar-se'n, però, va desafiar la prohibició de crèdits de desenvolupador de Sega en mostrar alguns noms en text negre sobre un fons negre, identificables només mirant el codi. Ell va afirmar que el disseny de nivells va ser un gran desafiament: va crear mapes molt més amples del normal i va intentar assegurar-se que els jugadors no es perdessin. Li va prendre al voltant de vuit mesos desenvolupar Green Hill Zone mentre reiniciava des de zero. Va afirmar que va trobar el procés «molt interessant». També va declarar que l'equip estava intentant crear mapes fluids i que aplicar estructures en bucle era un desafiament perquè en Sonic els travessaria en lloc de córrer al voltant. Els fons també van ser un desafiament, ja que la velocitat del joc creava la impressió de recular. Les zones es van basar en dissenys de Naka i Ohshima, per tal de crear el joc d'acció més ràpid del món. Segons Ohshima, Robotnik es va basar en Humpty Dumpty.
Yasuhara volia que el títol atrés tant els jugadors japonesos com els nord-americans, raó per la qual Green Hill Zone es va redissenyar moltes vegades. Sonic Team volia que el nivell retratés el personatge correctament. El seu terra quadriculat es va inspirar en la representació d'imatges en 3D dels ordinadors, una idea que Naka va obtenir del desenvolupador de Sega, Yū Suzuki, qui va usar aquesta tècnica amb Space Harrier. L'equip va llegir Famitsū per mantenir-se informat del que estaven fent els seus rivals i així poder evitar els seus errors.

### Música
El director de Sega, Fujio Minegishi, tenia connexions amb la indústria de la música i va suggerir al seu amic Yūzō Kayama que escrivís la partitura de Sonic. No obstant això, el Sonic Team va pensar que la música de Kayama no encaixaria, per la qual cosa va encarregar a Masato Nakamura, baixista i compositor de la banda de J-pop Dreams Come True. Nakamura va dir que estava sorprès, ja que acabava de començar amb Dreams Come True, però va acceptar perquè estava inspirat pel desig de l'equip de superar Nintendo. Va dir que la part més difícil va ser treballar amb la quantitat limitada de sons que podien reproduir-se simultàniament: estava limitat a quatre i va dir que la seva falta de coneixement de la música als ordinadors ho feia «impossible». Va escriure la banda sonora alhora que l'àlbum Million Kisses de Dreams Come True. Després d'acabar les composicions, es van digitalitzar utilitzant un Atari ST i el programa Notator.
El 19 d'octubre del 2011, més de 20 anys després del llançament de títol, es va llançar al Japó una compilació de tres discos de música de Sonic the Hedgehog i Sonic the Hedgehog 2. El primer disc presenta pistes originals d'ambdós jocs, el segon conté enregistraments de demostració de Nakamura abans que fossin programades a Genesis, i el tercer té cançons de Dreams Come True i els seus remixes associats d'Akon.

### Embalatge i llançament
L'il·lustrador del paquet de jocs Akira Watanabe va dir que el seu objectiu era fer que els personatges fossin «colorits», usant línies clares i gradacions per «acabar-los perfectament». Segons Watanabe, els desenvolupadors li van demanar que creés un disseny de paquet «similar a l'art pop... sense ser particular als embolcalls convencionals», una cosa «original» i «elegant». El títol no es va revelar fins a l'esdeveniment de Consumer Electronics Show el gener de 1991 perquè Sega volia esperar fins al moment adequat i perquè van veure l'oportunitat de «robar el xou». A la fira, es creia que Sonic the Hedgehog era el videojoc més impressionant mostrat i va guanyar el premi CES a la innovació.
El director executiu de Sega of America, Tom Kalinske, volia assegurar-se que el personatge no fallés. El cap global de màrqueting, Al Nilsen, i la gerent sènior de producte, Madeleine Schroeder, van participar en l'americanització de Sonic. Es va encarregar a l'artista Greg Martin que redissenyés el personatge i es va crear una nova història de fons on Sonic era de Nebraska. Va provar el joc a tot els Estats Units amb fanàtics de Mario: els van mostrar a Mario i després van jugar el videojoc. El 80% va preferir Sonic the Hedgehog, i el joc es va mostrar al Summer Consumer Electronics Show de 1991. Va ser àmpliament llançat a l'Amèrica del Nord el 23 de juny de 1991, i a les regions PAL i al Japó el mes següent. Al novembre de 1991, Sega of America el va incloure juntament amb la Sega Genesis, reemplaçant a Altered Beast. Aquesta tàctica va permetre a l'empresa vendre 15 milions d'unitats de consoles de joc. Els propietaris de Genesis que van comprar les seves consoles abans del canvi podien sol·licitar còpies gratuïtes de Sonic the Hedgehog per correu. Sega of America va crear una campanya de màrqueting, convertint Sonic en la seva nova mascota.

## Altres versions i rellançaments

### Versió de 8 bits
Ancient va desenvolupar una versió de Sonic the Hedgehog per 8 bits i la va llançar a finals de 1991 per a les consoles de 8 bits de Sega, Master System i Game Gear. La seva trama i mecànica de joc són similars a la versió de 16 bits, encara que alguns temes de nivell i recursos digitals són diferents i les Chaos Emeralds estan disperses al llarg dels nivells en lloc de les etapes especials. El títol en conjunt se simplifica; el disseny de nivells és més pla i té un enfocament més gran en l'exploració, sense bucles verticals, i Sonic no pot recuperar els seus anells després de ser colpejat. Té una banda sonora diferent composta per Yūzō Koshiro, que inclou adaptacions de música de la versió original. És l'últim joc llançat per a Master System a l'Amèrica del Nord. La versió Master System es va rellançar per al servei de consola virtual de Wii a l'Amèrica del Nord i Europa a l'agost de 2008. La versió Game Gear es va rellançar per a la consola virtual de Nintendo 3DS el 13 de juny de 2013, i inclòs com a títol desbloquejable a Sonic Adventure DX: Director's Cut per a GameCube i Windows i Sonic Mega Collection per a PlayStation 2, Xbox i Windows.

### Sonic the Hedgehog Genesis
Per commemorar el quinzè aniversari del joc, el 14 de novembre de 2006 es va llançar als Estats Units un port per a la Game Boy Advance, Sonic the Hedgehog Genesis. Si bé el port és gairebé idèntic a l'original, inclou diverses característiques noves que no es veuen al llançament original de Genesis, com la capacitat de guardar el progrés del títol i la inclusió del moviment Spin Dash. Aquesta versió, a diferència de les altres, va rebre males crítiques, amb una puntuació a Metacritic de 33/100. Les principals queixes es referien a la seva mala conversió a Game Boy Advance, cosa que va resultar en un mal rendiment i una mala implementació de la música i la jugabilitat originals.
Com a resposta a la mala recepció i a les afirmacions que el sistema no podia manejar el videojoc original, Simon Stealth Thomley, que després va ajudar amb el desenvolupament de port de mòbils de 2013, va llançar una versió no oficial de prova de concepte de Sonic the Hedgehog per al sistema. La versió no oficial conté una Green Hill Zone completa i dos escenaris especials, així com Tails i Knuckles com a personatges jugables.

### Remasterització del 2013
Un port de mòbils remasteritzat per a iOS el 15 de maig de 2013, amb una versió d'Android l'endemà. Aquesta versió ha estat desenvolupada per Christian «Taxman» Whitehead i Simon «Stealth» Thomley de Headcannon des de zero utilitzant el Retro Engine, utilitzat anteriorment en la remasterització de 2011 de Sonic CD. Aquest port presenta diverses millores, com ara gràfics de pantalla ampla, la capacitat opcional de Spin Dash, una etapa especial addicional, un mode d'atac de temps i l'opció desbloquejable per jugar com Tails i Knuckles; a més compta amb un mode de depuració molt ampliat, cosa que permet l'ús d'elements no utilitzats i elements de jocs més recents (com les super formes dels personatges). La versió d'iOS es va actualitzar el 2016, afegint compatibilitat amb Apple TV.

### 3D Sonic the Hedgehog
Una versió de Nintendo 3DS, 3D Sonic the Hedgehog, es va llançar com a part de la línia 3D Classics el 2013. Aquest, a diferència de la majoria dels rellançaments descarregables del joc, no està emulat; més aviat, el codi es va reestructurar per aprofitar els gràfics 3D estereoscòpics del sistema i ve amb millores addicionals, com l'opció d'usar el moviment Spin Dash, un filtre estil CRT i l'opció de començar des qualsevol nivell.

### Publicacions recopilatòries
Amb les seves seqüeles per a Genesis, Sonic the Hedgehog ha estat portat per a una àmplia gamma de consoles domèstiques i portàtils i ordinadors personals a través de compilacions. La primera col·lecció en què va aparèixer va ser Sonic Compilation (1995) per a Genesis. Des de llavors ha aparegut a Sonic Jam (1997) per a Sega Saturn, Sonic Mega Collection (2002) per a GameCube, Sonic Mega Collection (2004) per a Playstation 2 i Xbox, Sega Mega Drive Collection per a PlayStation 2 i PSP, Sega Mega Drive Ultimate Collection (2009) per a Xbox 360 i PlayStation 3, Sonic Classic Collection (2010) per a Nintendo DS, Oculus Arcade per a Oculus Rift, i Sega Genesis Classics (2018) per a Microsoft Windows, PlayStation 4, Xbox One i Nintendo Switch. La remasterització de 2013 es va incloure a la compilació Sonic Origins de 2022. Aquesta remasterització es va veure a Amy Rose convertint-se en un personatge jugable en una versió millorada de Origins.

### Llançaments descarregables
Sonic the Hedgehog ha estat disponible per a les tres principals consoles de videojocs de la setena generació. Era part de la consola virtual de Wii en la presentació del servei el 2006, i es va llançar per a Xbox Live Arcade i PlayStation Network poc després. El joc ha estat llançat per als models iPod classic, IPod video i iPod nano amb capacitat de vídeo en 2007 i per a iOS d'Apple a l'abril de 2009. Sonic the Hedgehog va estar disponible a GameTap al setembre de 2009. A l'octubre de 2010, es va llançar a Windows a través de Steam. El joc ha estat portat a Android i llançat al desembre de 2012. A més, és una recompensa desbloquejable en les versions de consola de Sonic Generations. La remasterització de 2013 va estar disponible al servei Sega Forever a iOS i Android al juny de 2017. Es va estrenar un port per a Nintendo Switch el 20 de setembre de 2018 com a part de la línia de rellançaments de Sega Ages. Afegeix característiques que inclouen la capacitat d'usar moviments de Sonic 2 i Sonic Mania, un mode de desafiament, un atac de temps per a la primera etapa i característiques dels rellançaments del joc per a 3DS i la seva seqüela.

### Versions cancel·lades
U.S. Gold va adquirir els drets per fer una versió de Sonic the Hedgehog exclusiva per als ordinadors personals Amiga, ZX Spectrum, Commodore 64, Amstrad CPC i Atari ST, però no es va publicar. Hi ha diverses captures de pantalla, algunes de les quals s'assemblen a la versió de 8 bits. També es va planejar un port millorat per a Sega CD, però es va cancel·lar a favor de Sonic CD.

## Rebuda
| Publicació                | Puntuació |
| ------------------------- | --------- |
| Computer and Video Games  | 94%       |
| Dragon                    | [ 86 ]    |
| Electronic Gaming Monthly | 36/40     |
| GamePro                   | 24/25     |
| HobbyConsolas             | 95%       |
| ACE                       | 925/1000  |
| Entertainment Weekly      | A+        |
| Mean Machines             | 92%       |
| Sega Power                | 97%       |
| Génération 4              | 97%       |
| Joystick                  | 98%       |
| Beep! MegaDrive           | 37/40     |
| Raze                      | 95%       |
| Player One                | 96%       |

| Publicació                                             | Premi                                      |
| ------------------------------------------------------ | ------------------------------------------ |
| Electronic Gaming Monthly (EGM) Premis Golden Joystick | Joc de l'any                               |
| European Computer Trade Show (ECTS)                    | Millor videojoc, Premio Going Live Viewers |

### Vendes
Sonic the Hedgehog va ser un èxit comercial. Es va convertir en el videojoc més venut als Estats Units durant diversos mesos el 1991, superant en vendes a Super Mario World. Per Nadal d'aquest any, havia venut gairebé 1 milió de cartutxos als Estats Units. També ha estat el títol de lloguer més alt de l'any de Blockbuster Video. Al Regne Unit, va ser el joc de Mega Drive més venut durant dos mesos després del seu llançament.
Sonic the Hedgehog ha estat el videojoc domèstic més venut de 1991, amb 2 milions de còpies venudes a tot el món a finals d'any, convertint-se en el lliurament domèstic més venut de Sega fins aquell moment. El 1991, el lliurament va ajudar l'empresa a generar ingressos bruts de mil milions de dòlars en vendes de consoles i capturar una participació del 65% al mercat europeu de consoles. El joc va establir un rècord de vendes de programari de l'empresa amb 2,8 milions de cartutxos venuts el març de 1992, incloses 1,8 milions de còpies als Estats Units i un altre milió a Europa i al Japó. El joc va vendre 3,7 milions d'unitats a l'octubre del 1992, i 4,5 milions de còpies a tot el món el novembre de 1992. En 1997, el títol havia venut més de 14 milions de còpies a tot el món, i guanyat més de $400 milions –$800 milions ajustats per inflació–, més que els $200-300 milions que normalment recaptava una pel·lícula de gran èxit en aquell moment.
La versió original inclosa amb el maquinari de la Sega Genesis/Mega Drive, havia venut més de 15 milions de còpies fins al febrer de 2009. La versió del joc mòbil també va tenir vuit milions de descàrregues el 2008, es van vendre 482.960 unitats a Xbox Live Arcade a partir de 2011, i es van vendre més de 500.000 descàrregues d'Android entre 2013 i 2016, lo que eleva les vendes totals a aproximadament 24 milions de còpies venudes a tot el món a totes les plataformes.

### Ressenyes contemporànies
Sonic the Hedgehog va rebre elogis de la crítica, amb puntuacions superiors al 90% de la majoria de les revistes de videojocs en aquell moment. Es va considerar la resposta de Sega a la popular sèrie Mario de Nintendo, ja que era un joc de plataformes amb la mascota de la companyia. En una vista prèvia després del seu debut al CES el gener de 1991, John Cook de Computer and Video Games el va qualificar com el títol més impressionant de la fira i va dir que era «un altre lliurament de salts al motlle de Mario, però amb un sorprenent gir de velocitat i gran música». Després del llançament, Paul Rand de Computer and Video Games va comparar els dos en profunditat i va caracteritzar Sonic the Hedgehog per ser més ràpid, amb colors més brillants, i a Super Mario World  per tenir més «profunditat de joc». Frank Ladoire de Génération 4 creia que era part d'una nova generació de videojocs que demostren que Mega Drive és capaç de «coses belles» al departament tècnic.
Els revisors van elogiar els gràfics colorits i detallats. Rand va comentar la seva combinació de colors «viva, però mai cridanera», elogiant la interacció del color amb els detalls als sprites, fons i animacions i descrivint els seus gràfics com els millors disponibles per a la consola. El crític Boogie Man de GamePro va qualificar els intricats fons com a «al·lucinants» i «formosos», que també va repetir Mean Machines. Els Lessers (Hartley, Patricia i Kirk) de Dragon van afirmar que els gràfics convertien Sonic en un possible contendent al millor títol de 1991 i GameZone va qualificar l'animació com a «una de les més fluides i ràpides... mai vistes». Julian Boardman de Raze va elogiar els fons «colorits i molt detallats» i els sprites «fabulosos». La música i els efectes de so també van ser ben rebuts; Dragon els va anomenar «grans», i GameZone «increïbles». Rand va elogiar la banda sonora «enganxosa» i va qualificar alguns dels efectes de so com a «absolutament brillants». Tot i que Mean Machines va qualificar les cançons de «vagament atractives», els efectes de so es van apreciar millor. Tot i això, Boardman de Raze va considerar la música «una mica avorrida».
Els crítics van citar la jugabilitat ràpida, sense precedents als videojocs de plataformes. La dificultat va ser discutida, descrita com a «impossible» per Rand i «mitjana» per EGM. Rand va dir sobre la jugabilitat en general que «es juga com un somni»; segons GameZone encantaria els jugadors durant hores, i Boogie Man van elogiar la capacitat de Sonic Team per brindar una experiència atractiva principalment en córrer i saltar. Encara que EGM, Dragon, Paul de Mean Machines i Boardman de Raze van elogiar el disseny de nivells (especialment les sales ocultes), Paul va trobar frustrant perdre tots els anells. Bob Strauss de Entertainment Weekly li va donar una A+ i va escriure que era un joc molt ràpid, però que mai es va sentir caòtic o impossible, i després el van nomenar el millor títol disponible el 1991.

### Premis
En els Premis Golden Joystick de 1991, Sonic the Hedgehog va guanyar el premi a Joc general de l'any. En els premis Electronic Gaming Monthly d'aquell mateix any, va guanyar un altre premi com a Joc de l'Any. Als premis European Computer Trade Feur (ECTS), va guanyar els premis als millors videojocs i el premi d'espectadors en directe. El 1992, Mega va classificar Sonic com el seu tercer títol de Genesis favorit. El 1995, Flux Magazine el va qualificar al quart lloc del seu «Top 100 de Videojocs». El 1996, Gamesmaster va ocupar el lloc 78 en els seus «Top 100 de jocs de tots els temps». El 2016, The Strong National Museum of Play va incloure Sonic the Hedgehog al seu Saló de la Fama del Videojoc.

### Ressenyes retrospectives
| Publicació    | Puntuació | Puntuació | Puntuació | Puntuació    | Puntuació | Puntuació |
| Publicació    | 3DS       | GBA       | iOS       | Sega Genesis | Wii       | Xbox 360  |
| ------------- | --------- | --------- | --------- | ------------ | --------- | --------- |
| GameRankings  | N/A       | 32.50%    | 70%       | 86%          | N/A       | N/A       |
| Metacritic    | 81/100    | 33/100    | N/A       | N/A          | N/A       | 77/100    |
| Eurogamer     | N/A       | N/A       | N/A       | N/A          | N/A       | 9/10      |
| GameSpot      | N/A       | 2.5/10    | N/A       | N/A          | 7.3/10    | N/A       |
| IGN           | N/A       | N/A       | N/A       | N/A          | 8/10      | N/A       |
| Nintendo Life | N/A       | N/A       | N/A       | N/A          | 8/10      | N/A       |

| Publicació                | Premi                 |
| ------------------------- | --------------------- |
| Electronic Gaming Monthly | 10è joc més important |

La recepció retrospectiva ha estat positiva, amb una qualificació del 86% en l'agregador de ressenyes GameRankings segons nou ressenyes publicades en línia en la dècada de 2000. Sonic the Hedgehog ha mantingut la seva popularitat i des de llavors ha estat considerat com un dels millors videojocs de tots els temps.
Frank Provo de GameSpot el va descriure com «un dels millors títols de plataformes de tots els temps», i va descobrir que, malgrat els problemes tècnics al port de Game Boy Advance, «després de tots aquests anys, els gràfics, l'àudio i la jugabilitat subjacents encara es mantenen». Lucas M. Thomas d'IGN va estar d'acord que va resistir la prova del temps. Escrivint a The Guardian, Keith Stuart va observar que l'èmfasi de Sonic the Hedgehog en la velocitat i la mecànica del pinball s'allunya dramàticament dels preceptes generalment acceptats del disseny de jocs, que requereixen que els jugadors «aprenguin a través de la repetició en lloc de l'observació», ja que «els nivells no estan dissenyats per ser vistos o fins i tot entesos en una sola entrega». Tot i això, Stuart va concloure que «de vegades en Sonic, quan millores, o per pura sort, les coses s'enlairen, cada salt és correcte, cada bucle és perfecte, i estàs en el flux, navegant per sobre del nivell del joc té una estructura estranya... Sonic és un disseny incorrecte i, tanmateix... és una obra mestra».

## Llegat
Principalment a causa de la seva inclusió amb el Genesis, Sonic the Hedgehog va ser un factor en la popularització de la consola a l'Amèrica del Nord, la qual cosa la va consolidar com un competidor de Nintendo i la seva Super Nintendo. Durant octubre i desembre de 1991 amb l'èxit del títol, Genesis va vendre més que SNES per dos a un; en el seu apogeu de gener de 1992 es va refermar a la indústria i tenia el 65 % del mercat de consoles de 16 bits. Encara que Nintendo finalment va superar Sega, era la primera vegada des del desembre del 1985 que Nintendo no va liderar el mercat de les consoles.
El joc va inspirar plataformes similars protagonitzades per animals com Bubsy, Aero the Acro-Bat, James Pond 3, Earthworm Jim, Zero the Kamikaze Squirrel, i Radical Rex. Els videojocs d'«animals amb actitud» es van traslladar a la propera generació de consoles, amb els desenvolupadors de Crash Bandicoot i Gex citant en Sonic com una gran inspiració.
L'èxit de Sonic va conduir a una extensa franquícia de mitjans, amb la primera de moltes seqüeles, Sonic the Hedgehog 2', llançada l'any següent. Ha generat dotzenes de jocs addicionals i un gran elenc de personatges recurrents, mantenint Sonic i Robotnik —més tard rebatejat com a Eggman— com a pilars, i va continuar més enllà de la sortida de Sega de la indústria de les consoles després de Dreamcast. La sèrie s'ha aventurat des de jocs de plataformes fins a baralles, curses, jocs de rol, i jocs esportius, i també s'ha expandit a l'anime, manga, dibuixos animats, còmics, novel·les, i joguines. Sonic the Hedgehog és una de les franquícies de videojocs més venudes de tots els temps, amb més de 140 milions de còpies venudes o descarregades a tot el món en consoles, PC, telèfons mòbils i tauletes el maig de 2014. El primer nivell, Green Hill Zone, ha aparegut en lliuraments posteriors com Sonic Adventure 2, Sonic Generations, Sonic Mania, Sonic Forces i la sèrie Super Smash Bros.
El títol va inspirar una sèrie de variants no oficials, inclòs Somari, una conversió piratejada per a NES que presenta al personatge Mario de Nintendo en nivells del joc original de Sonic, Sonic the Hedgehog Megamix, un mod de conversió total del joc original, i Sonic 1 Boomed, un hack ROM que implementa el redisseny de Sonic de la sèrie animada Sonic Boom.